# Багатоженство в християнстві
Багатоженство — «практика або звичай мати більше ніж одну дружину або чоловіка одночасно». Багатоженство практикувалося багатьма культурами протягом історії. :3
Хоча Старий Заповіт описує численні приклади багатоженства (один чоловік із кількома дружинами) полігамії серед відданих Богу, більшість християнських груп історично відкидали практику полігамії та підтримували лише моногамію як нормативну. Проте, деякі християнські спільноти в різні періоди практикували або практикують полігамію. Деякі християни активно обговорюють, чи дозволяє або забороняє Новий Заповіт чи християнська етика полігамію і існує кілька християнських поглядів на Старий Заповіт.
Ця дискусія зосереджена майже виключно на багатоженстві (один чоловік має більше ніж одну дружину), а не на поліандрії (одна жінка має більше ніж одного чоловіка), оскільки поліандрія спеціально заборонена законами єврейської Біблії про подружню зраду, яка вузько визначає подружню зраду як практику поліандрія вже одруженою (або зарученою) жінкою або з нею.

## Єврейське походження
Тора містить кілька конкретних приписів, які стосуються полігінії (чоловіка з кількома дружинами), наприклад, Вихід 21:10: «Якщо він візьме собі іншу жінку, її їжу, її одяг і її обов'язок одружитися, він не зменшиться». Deut 21:15–17NIV стверджує, що чоловік повинен присудити спадщину, яка належить первістку, синові, який насправді народився першим, навіть якщо він ненавидить матір цього сина і більше любить іншу дружину; і Deut 17:17NIV стверджує, що цар не повинен мати багато жінок.
Тора може розрізняти наложниць і «субстандартних» дружин із префіксом «до» (наприклад, буквально «взяв до дружин»). Незважаючи на ці нюанси біблійної точки зору на полігамію, багато важливих діячів мали більше ніж одну дружину, наприклад Ісав (Бут. 26:34; 28:6-9), Яків (Бут. 29:15-28), Елкана (1 Самуїлова 1:1-8), Давид (1 Самуїлова 25:39-44; 2 Самуїлова 3:2-5; 5:13-16), і Соломон (1 Царів 11: 1-3).
Незважаючи на його поширеність в єврейській Біблії, деякі вчені не вважають, що полігінія була загальною практикою в біблійну епоху, оскільки вона вимагала значного багатства. Майкл Куган (та інші), навпаки, стверджує, що «полігінія продовжувала практикуватися навіть у біблійний період, і це засвідчено серед євреїв аж до другого століття нашої ери».
Моногамія Римської імперії була причиною двох пояснювальних записок у творах Йосипа Флавія, які описували, як полігамні шлюби Ірода Великого були дозволені єврейським звичаєм.
Багатоженство було рідкісним винятком в Ізраїлі після вигнання. Практика почала піддаватися критиці та відхилятися в міжзавітний період:59–62 але є деякі докази полігамії, яка практикувалася в період Нового Завіту.:365 Сувої Мертвого моря показують, що кілька менших єврейських сект забороняли полігамію до і за часів Ісуса. Храмовий сувій (11QT LVII 17–18), здається, забороняє полігамію.

## Новий Заповіт
Три уривки в пастирських посланнях (1 Тимофія 3:2, 1 Тимофія 3:12 і Тита 1:6) стверджують, що церковні лідери повинні бути «чоловіком однієї жінки». Це було прочитано деякими християнськими деномінаціями як заборона полігамії. Інші стверджують, що полігамія дозволена, але не для церковних лідерів. Треті стверджують, що цей уривок лише заважає лідерам церкви розлучатися зі своїми першими дружинами. У своїй книзі 1990 року Волтер Лок стверджує, що це просто запобігає подружній зраді оскільки «жодному християнину, незалежно від того, наглядач чи ні, не було б дозволено практикувати полігамію».

У Першому посланні до коринтян апостол Павло стверджує, що чоловік повинен мати власну дружину, а жінка — свого чоловіка.
Тепер щодо того, про що ви написали: «Добре чоловікові не мати статевих стосунків з жінкою». Але через спокусу статевої розпусти кожен чоловік повинен мати свою дружину, а кожна жінка - свого чоловіка. Чоловік повинен віддавати дружині її подружні права, і так само дружина чоловікові. Бо дружина не має влади над своїм тілом, а чоловік має. Так само і чоловік не має влади над своїм тілом, а дружина над ним. Не позбавляйте один одного, хіба що за згодою на певний час, щоб присвятити себе молитві; але потім знову сходитеся, щоб сатана не спокусив вас через брак самоконтролю.— 1 Коринтянам 7:1-7
Метью Генрі коментує 1 Коринтян 7:
II. Він повідомляє їм, що шлюб, а також втіхи і задоволення цього стану, божественною мудрістю встановлені для запобігання блуду (в. 2), порнеї - блуду, всілякої беззаконної пожадливості. Щоб уникнути цього, нехай кожен чоловік, каже він, має свою дружину, і кожна жінка свого чоловіка, тобто, одружуються, і нехай обмежуються своїми чоловіками. А коли одружені, нехай один одному виявляє належну доброзичливість (ст. 3), зважає на вдачу і потреби один одного, і виконує подружній обов'язок, який належить один одному. Бо, як стверджує апостол (в. 4), у подружньому стані ніхто не має влади над своїм тілом, але віддав його у владу іншого: дружина - у владу чоловіка, а чоловік - у владу дружини. Зауважте, багатоженство, або шлюб з кількома особами, як і перелюб, має бути порушенням шлюбних завітів і порушенням прав партнера. І тому вони не повинні обманювати одне одного у користуванні своїм тілом чи будь-якими іншими зручностями подружнього стану, призначеними Богом для збереження посудини в освяченні та честі і запобігання похотям нечистоти, хіба що за взаємною згодою (в. 5) і лише на час, коли вони виконують якісь надзвичайні релігійні обов'язки або віддаються посту і молитві. Зауважте, що періоди глибокого приниження вимагають утримання від законних задоволень. Але ця розлука між чоловіком і дружиною не повинна бути тривалою, щоб вони не наражалися на сатанинські спокуси через нетримання сечі або нездатність стримуватися. Зауважте, люди наражають себе на велику небезпеку, намагаючись виконати те, що перевищує їхні сили, і в той же час не пов'язане з ними жодним Божим законом. Якщо вони утримуються від законних насолод, то можуть потрапити в пастку незаконних. Засоби, які Бог дав проти гріховних нахилів, безумовно, найкращі.— Коментар Метью Генрідо всієї Біблії
Джон Ґілл коментує 1 Коринтян 7 і стверджує, що полігамія є незаконною; і що один чоловік повинен мати лише одну дружину і триматися її; і що одна жінка повинна мати тільки одного чоловіка, і триматися за нього, а дружина має лише владу над тілом чоловіка, право на нього, і може претендувати на використання його: ця влада над тілами одна одної не є такою, оскільки вони можуть, за згодою, або чоловік дозволити дружині, або дружина чоловікові, лежати з іншим.
Незважаючи на те, що Новий Заповіт здебільшого не говорить про це питання, деякі вказують на повторення Ісусом попередніх уривків Писання, зазначаючи, що чоловік і жінка «стануть одним тілом». (Буття 2:24, Матвія 19:3-6) Проте дехто дивиться на 1 Коринтян 6:16: «Або ви не знаєте, що той, хто з'єднується з повією, стає з нею одним тілом? Бо, як написано, „Двоє стануть одним тілом“». Прихильники полігамії стверджують, що це свідчить про фізичний, а не духовний союз.
Більшість християнських богословів стверджують, що в Matthew 19:3–9 і посилаючись на Genesis 2:24 Ісус прямо стверджує, що чоловік повинен мати лише одну дружину:
Хіба ви не читали, що Той, Хто створив їх на початку, створив їх чоловіком і жінкою, і сказав: Тому покине чоловік батька й матір, і пристане до жінки своєї, і будуть вони двоє одним тілом?
Багатоженці не заперечують, що в шлюбі «двоє будуть одно тіло»; вони лише не погоджуються з думкою, що одружений чоловік може бути лише «одною плоттю» з однією жінкою. Якщо припустити, що чоловік одружений, те, що чоловік став «одним тілом» із повією, очевидно, не заперечує його бути «одним тілом» зі своєю дружиною. Крім того, якщо чоловік одружений, він і його дружина є «одним тілом». Додати ще одну дружину означало б, що нова дружина стає «одним тілом» з чоловіком і його поточною дружиною. Гілл стверджує, що полігамісти, не погоджуючись з ідеєю, що одружений чоловік може бути лише «одним тілом» з однією жінкою, насправді не погоджуються з апостолом Павлом, який чітко пояснює, що в християнській угоді чоловік, який уже має одну дружину, не може додавати інша дружина, тому що його тіло належить одній дружині і більше не є його; якщо чоловік додає ще одну дружину, то ця жінка жадає чоловіка іншої жінки. У християнській угоді жінка не повинна бажати чужого чоловіка, як і в Мойсеєвій угоді чоловік не повинен бажати чужої жінки.
Багато критиків полігамії також вказують на послання Павла, які стверджують, що церковні службовці повинні бути поважними, бездоганними та чоловіками самотньої дружини. (1 Тимофія 3, Тита 1) герменевтично грецька фраза mias gunaikos andra є незвичайною грецькою конструкцією, яку можна перекладати кількома способами, включаючи (але не обмежуючись цим): 1) «одна жінка» (заборона множинного шлюбу) або 2) «чоловік-дружина» (що вимагає, щоб старійшини були одружені) або 3) «чоловік першої дружини» (що забороняє висвячувати розлучених).
У період народження Ісуса полігамія (у текстах також називається бігамія або дигамія) розумілася як наявність кількох дружин поспіль, про що свідчить, наприклад, праця Тертуліана De Exhortatione Castitatis. Апостол Павло дозволяв вдовам виходити заміж повторно (1 Кор. VII, 39 і 1 Тим. 5:11–16). Павло каже, що тільки жінки старше 60 років можуть складати список християнських вдів,  але молодші вдови повинні вийти заміж повторно, щоб запобігти гріху. Дехто робить висновок, що, вимагаючи від провідників Церкви бути моногамними, Павло позбавив впливу вдівців, які одружилися повторно. Вічна моногамія — навіть після смерті чоловіка — була б більш суворим розумінням моногамії, ніж кодифіковане римським правом, і була б новою та незвичайною вимогою до чоловіків.

На цю тему Вільям Лак пише: «Таким чином, найімовірніше, що в переліку кваліфікацій „чоловік однієї дружини“ розглядається як засудження порнеї — незаконного сексу, хоча, безсумнівно, пункт також забороняв перелюбство — секс з чужою дружиною, полігінія була поза увагою і поза думкою. Питання не в кількості шлюбних зв'язків чоловіка — він міг мати лише один за раз, оскільки імперія була моногамною, — а в його розпусті. Це, звичайно, не скасовує тяжкого гріха одруження і розлучення з метою мати сексуальні стосунки з кількома жінками. Але це теж не є проблемою полігінії».
Таким чином, найімовірніше, що в переліку кваліфікацій «чоловік однієї дружини» розглядається як засудження порнеї - незаконного сексу, хоча, безсумнівно, пункт також забороняв перелюбство - секс з чужою дружиною, полігінія була поза увагою і поза думкою. Питання не в кількості шлюбних зв'язків чоловіка - він міг мати лише один за раз, оскільки імперія була моногамною, - а в його розпусті. Це, звичайно, не скасовує тяжкого гріха одруження і розлучення з метою мати сексуальні стосунки з кількома жінками. Але це теж не є проблемою полігінії.

## Період ранньої Церкви
Єврейська полігамія суперечила римській моногамії за часів ранньої церкви:
«Коли виникла християнська Церква, багатоженство все ще практикувалося євреями.Це правда, що в Новому Завіті ми не знаходимо жодних згадок про неї; і з цього дехто зробив висновок, що вона, напевно, вийшла з ужитку, і що в часи нашого Господа єврейський народ став моногамним.Але такий висновок видається необґрунтованим.Йосип Флавій у двох місцях говорить про полігамію як про визнаний інститут: а Юстин Мученик ставить Трифону в докір те, що юдейські вчителі дозволяли чоловікові мати кілька дружин. 
Дійсно, коли у 212 р. н.е. lex Antoniana de civitate надав права римського громадянства великій кількості євреїв, було визнано за необхідне толерувати полігамію серед них, навіть незважаючи на те, що римське законодавство забороняло громадянину мати більше однієї дружини. У 285 році н.е. конституція Діоклетіана і Максиміана заборонила полігамію всім без винятку підданим імперії. Але щодо євреїв, принаймні, цей закон не мав ефекту, і в 393 році Феодосій видав спеціальний закон, щоб змусити євреїв відмовитися від цього національного звичаю. Але й це не змусило їх підкоритися».:560
Тертуліан, який жив на межі ІІ і ІІІ століть, писав, що шлюб є законним, але полігамія ні:
«Ми справді не забороняємо союз чоловіка і жінки, благословенних Богом як семінарія людського роду, створених для наповнення землі та облаштування світу, і тому дозволених, але поодинці. Бо Адам був єдиним чоловіком Єви, а Єва - єдиною дружиною, єдиною жінкою, єдиним ребром».
У III столітті Євсевій Кесарійський написав втрачену працю «Про численне потомство стародавніх». Євсевій згадує про це двічі, в Præparatio Evangelica і в Demonstratio Evangelica. Незважаючи на те, що його праця була наведена як приклад множинного шлюбу, який поєднується з аскетичним життям, проблема, яка розглядалася, полягала в контрасті, представленому бажанням патріархів мати численне потомство та шаною, яку стриманість мали християни.

Василій Кесарійський писав у IV столітті множинного шлюбу, що «такий стан вже не називається шлюбом, а полігамією або, справді, помірним розпустою». Він наказав, щоб ті, хто займається цим, були відлучені від церкви на строк до п'яти років, і «тільки після того, як вони виявлять деяке плідне покаяння», їм дозволяли повернутися до церкви. Крім того, він заявив, що вчення проти множинного шлюбу «приймаються як наша звичайна практика не з канонів, а відповідно до наших попередників». Августин писав у другій половині IV ст., що
«Що добрій меті шлюбу краще сприяє один чоловік з однією дружиною, ніж чоловік з кількома дружинами, показує досить ясно найперший союз подружньої пари, який уклала сама Божественна Істота».
і «Таїнство шлюбу нашого часу настільки зведено до одного чоловіка та однієї дружини, що не є законним висвячувати нікого як управителя Церкви, крім чоловіка однієї дружини».
Сократ з Константинополя писав у V столітті, що римський імператор Валентиніан I взяв двох дружин і дозволив своїм підданим мати двох дружин, підтверджуючи те, що християни тоді практикували множинний шлюб.:398 Проте, в жодному зі збережених римських законів немає жодних слідів такого едикту. Валентиніан I розлучився зі своєю першою дружиною за Іоанном Малаласом, Пасхальною хронікою та Іоанном Нікійським, перш ніж одружитися на своїй коханці, що Сократ розглядав як двоєженство, оскільки Церква не сприймала розлучення.
Юстин Мученик, Іриней і Тертуліан виступали проти полігамії, засуджуючи її. Тертуліан чітко заперечив заперечення, що полігамія була дозволена для патріархів. Він писав: «Кожна проголошення та розпорядження є (діянням) одного й того самого Бога; який тоді справді, на початку, послав посів раси через поблажливу розслабленість, надану кермам подружніх союзів, аж доки світ має бути поповнений, доки матеріал нової дисципліни не досягне прямоти: тепер, однак, на крайніх межах часу, Він перевірив (наказ), який Він надіслав, і нагадав про поблажливість, яку Він надав» (De Monogamia, розділ VI.). За розділом XVI De Monogamia, Гермоген вважав, що чоловікові дозволено мати кількох дружин. Тертуліан також зробив прямий напад на полігамну практику деяких культів у своїй праці Adversus Hermogenem. Це той самий Гермоген, згаданий вище. Тертулліан пише, що він був лідером секти, який змішав стоїчні, гностичні та християнські погляди, щоб створити нову релігію.

## Середньовіччя
673 року Церква провела синод у Гертфорді, Англія, який проходив під наглядом архієпископа Теодора. Глава 10, видана Синодом, проголосила, що шлюб дозволений між одним чоловіком і однією жінкою, а розділення (але не розлучення) надається лише у випадку подружньої зради, але навіть тоді повторний шлюб не дозволяється.
У середньовіччі багато дружин часто отримували шляхом викрадення. Саме з огляду на це ми повинні тлумачити такі закони: Франкські закони 818—819 рр. суворо забороняли викрадення жінок. Закон XXVII, виданий королем Угорщини Стефаном I (1000—1030), проголошує, що викрадач повинен повернути жінку її батькам, навіть якщо він мав з нею статевий акт, і повинен сплатити батькам штраф. За угорським законодавством, викрадена дівчина могла вийти заміж за будь-кого.
Римські собори 1052 і 1063 років відсторонили від причастя тих мирян, які мали дружину і наложницю одночасно. Розлучення також було заборонено, а повторний шлюб після розлучення вважався полігамією. Миколай Великий (858–67) заборонив Лотарю II Лотаринзькому розлучитися зі своєю безплідною дружиною Теутбергою та одружитися зі своєю наложницею Вальдрадою, від якої він мав кількох дітей. Після того, як собор лотарінгських єпископів, а також архієпископ Кельна і Тріра скасував його шлюб з Теутбергою, Папа скасував це рішення і змусив його прийняти свою дружину назад.
У Скандинавії офіційну наложницю називали «frille». Норвезький єпископ Ойстейн Ерлендссон (бл. 1120—1188) проголосив, що наложницям не дозволяється приймати таїнства, якщо вони не одружені, а чоловіків змушують обіцяти одружитися жінкам, з якими вони були поза шлюбом. У 1280 році норвезький король Ейрік ІІ Маґнуссон (1280–99) проголосив, що чоловіки звільняються від обов'язку одружуватися з фрілл, якщо вони йдуть на сповідь і здійснюють покуту. Церква відповіла, зробивши кілька декларацій у XIV столітті, закликаючи чоловіків одружуватися зі своїми наложницями. У 1305 році король Гокон V Маґнуссон (1270—1319) видав закон, який оголосив шлюб єдиним законним способом співжиття, і проголосив, що тільки заміжні жінки можуть одягатися, як їм заманеться, тоді як одяг наложниць був обмежений.

## Період реформації
Моногамія була нормою серед християн. Однак у контексті хвороби дружини, яка перешкоджає шлюбним стосункам, Мартін Лютер, засновник протестантської Реформації, писав: «Зізнаюся, я не можу заборонити людині одружуватися з кількома дружинами, бо це не суперечить Писанню. Якщо чоловік бажає одружитися з більш ніж однією дружиною, його слід запитати, чи задоволений він у своїй совісті, що він може зробити це згідно зі словом Божим».

Артур Кушман Макгіфферт також стверджує,
«Деякі з радикальних анабаптистів взялися запроваджувати полігамію, апелюючи до патріархального устрою суспільства в обґрунтуванні своєї позиції. Навіть серед послідовників і однодумців Лютера не було певної невизначеності в цьому питанні, що й не дивно, коли старий порядок речей піддавався ревізії в багатьох пунктах, включаючи шлюб ченців, священиків і близьких родичів. Але сам Лютер був категорично проти будь-якої подібної революції. Моногамію він вважав, за звичайних обставин, єдино допустимою в християнській громаді, і вважав, що жоден християнський правитель не має жодного морального права легалізувати багатоженство. Водночас, не знаходячи прямої заборони в Біблії, він вважав, що винятки можуть бути дозволені в певних екстремальних випадках, таких як ті, що сьогодні є загальновизнаними в протестантських країнах як такі, що виправдовують розлучення».
Лютеранські теологи схвалювали полігамні шлюби Філіпа Гессенського з Крістіною Саксонською та Маргаретою фон дер Зааль з цією метою, а також спочатку несхвалювали розлучення та подружню зраду. Окрім Філіпа, у ранньому німецькому лютеранстві було багато експериментів із тривалістю шлюбу серед духовенства та їхніх колишніх дружин. Богослов Філіп Меланхтон також радив, що Генріх VIII не повинен ризикувати розколом, розриваючи свій союз із усталеними церквами, щоб дозволити собі розлучення, щоб замінити своїх безплідних дружин, але неохоче та з докорами сумління пізніше погодився, що полігамія була допустимою альтернативою.
Лідер анабаптистів Бернгард Ротманн спочатку виступав проти ідеї множинного шлюбу. Однак пізніше він написав теологічний захист множинного шлюбу і сам узяв дев'ятьох дружин, сказавши, що «Бог відновив справжню практику святого шлюбу серед нас». Франц фон Вальдек та інші вороги лідера анабаптистів Іоанна Лейденського звинуватили його в утриманні 16 дружин і публічному обезголовленні однієї, коли вона не послухалася його. Це було використано як основа для завоювання Мюнстера 1535 року.
Італійський монах-капуцин XVI століття Бернардіно Окіно, 77 років і ніколи не був одружений, написав «Тридцять діалогів», у яких Діалог XXI вважався захистом множинного шлюбу. Очевидно, він запозичив деякі зі своїх найсильніших аргументів з лютеранського діалогу, написаного 1541 року на користь множинного шлюбу, який був написаний під вигаданим іменем Гулдерік Некобул в інтересах виправдання Філіпа Гессенського.
Іншу позицію зайняв Тридентський собор 1563 року, який виступав проти полігінії і конкубінат: «Якщо хтось скаже, що християнам дозволено мати кількох дружин одночасно, і що це не заборонено жодним божественним законом (Мт. 19:4f): нехай буде проклятий». Полеміст Джон Мільтон висловив підтримку полігамії у своїй праці «De doctrina christiana».
Лютеранський пастор Йоганн Лізер рішуче захищав множинний шлюб у праці під назвою «Полігамія Тріумфатрікс». В результаті він був ув'язнений, побитий і висланий з Італії до Нідерландів. Його книгу спалив державний кат. Він ніколи не одружувався і не хотів одружуватися. Самуель Фрідріх Вілленберг, доктор права Краківського університету, написав книгу про множинний шлюб «De finibus polygamiae licitae». У 1715 році його книгу було наказано спалити. Фрідріх врятувався життям, але був оштрафований на сто тисяч золотих.
Одна з найбільш помітних опублікованих праць щодо сучасної концепції християнського множинного шлюбу датується XVIII століттям. Книгу Thelyphthora написав Мартін Мадан, видатний автор гімнів і сучасник Джона Веслі та Чарльза Веслі. Хоча Мадан був прихильником лише полігінії в християнському контексті, цей конкретний том заклав основу того, що вважається сучасним християнським рухом за багатошлюбність.

## Модерна історія

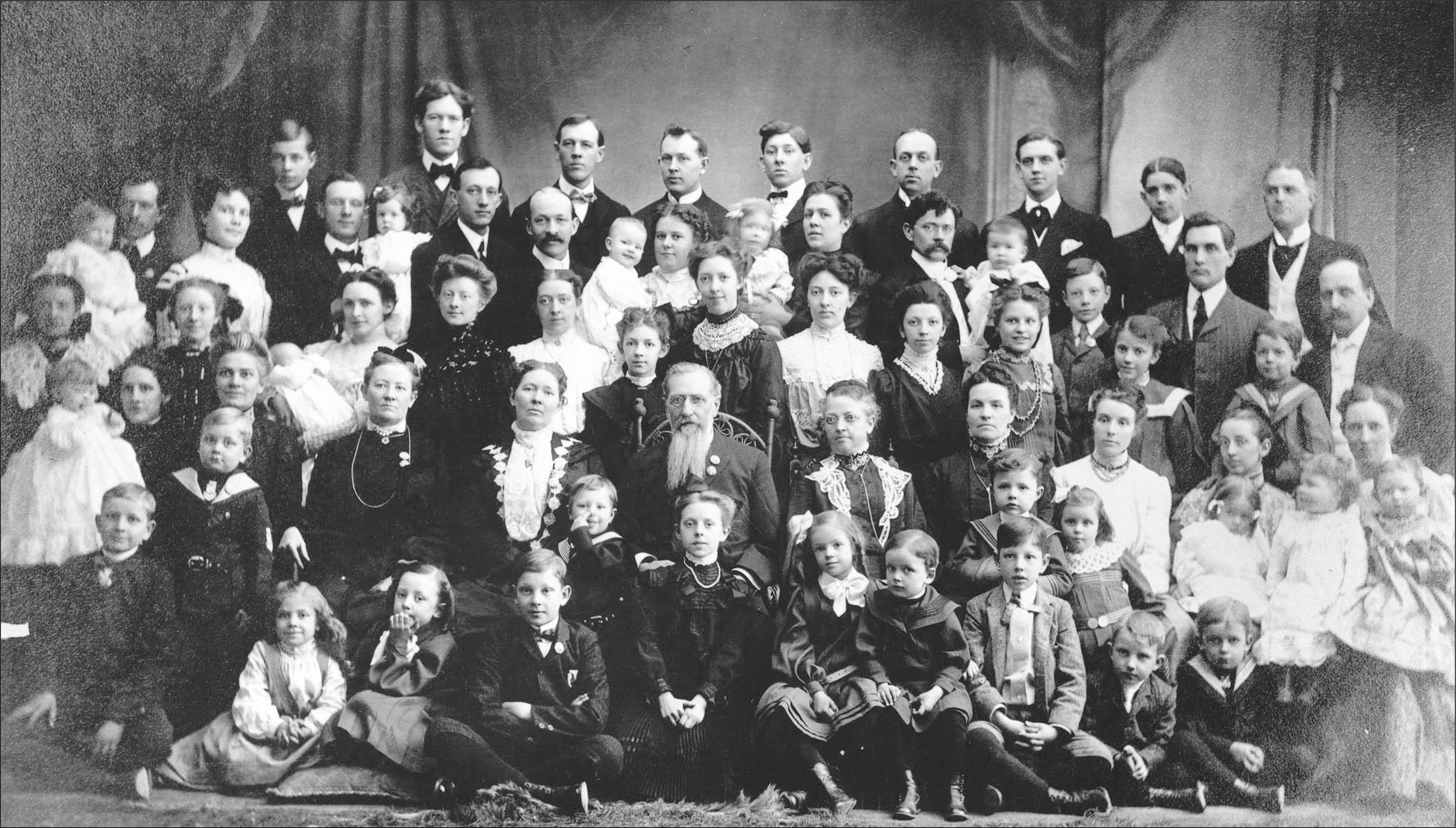
Сім'я Джозефа Сміта, президента Церкви Ісуса Христа Святих останніх днів (бл. 1904). Сміт мав 6 дружин та 48 дітей.

### Католицька церква
Тридентський собор засуджує полігамію: «Якщо хтось скаже, що християнам дозволено мати кількох дружин одночасно, і що це не заборонено жодним божественним законом, нехай буде відданий анафемі».
Катехізм забороняє полігамію як серйозну провину проти подружжя та суперечить першоначальному Божому плану та рівній гідності людей.
Проте, у таких частинах Африки, як Кенія, багато римо-католиків (включаючи катехітів) мають більше однієї дружини; хоча ці люди зазвичай не висловлюються голосно щодо культурної практики, оскільки вона суперечить римо-католицькому вченню.

### Лютеранська церква
Мартін Лютер оскаржував розлучення (дозволяв його лише у випадках подружньої зради та привілею Павла) і вчив, що полігамія дозволена у Святому Письмі, наводячи позитивні приклади цього від біблійних патріархів; таким чином 1521 року він надав дозвіл чоловікові взяти другу дружину, а в 1539 році знову дозволив Філіпу I, ландграфу Гессенського, взяти другу дружину.
У 1970-х роках Всесвітня лютеранська федерація організувала регіональну конференцію в Африці, на якій було прийнято багатоженців та їхніх дружин до повноправних членів Лютеранської церкви в Ліберії як допустиме. У той час як лютеранська церква в Ліберії дозволяє чоловікам залишати своїх дружин, якщо вони одружилися з ними до прийняття в Церкву, вона не дозволяє багатоженцям, які стали християнами, одружуватися з іншими дружинами після того, як вони прийняли таїнство Святого Хрещення. Євангелічно-лютеранські місіонери серед народу Масаї також терплять практику полігамії; а в Південному Судані деякі полігамісти стають лютеранськими християнами.

### Англіканська спільнота
Багатоженство вперше обговорювалося під час Ламбетської конференції 1888 року:
«Ця Конференція вважає, що люди, які живуть у полігамії, не можуть бути допущені до хрещення, але вони можуть бути прийняті як кандидати та перебувати під християнським навчанням до тих пір, поки вони не зможуть прийняти закон Христа. дружини багатоженців можуть, на думку цієї Конференції, у деяких випадках бути допущеними до хрещення, але це має бути надано місцевій владі Церкви рішення, за яких обставин вони можуть бути хрищені». (Рішення 5).
Постанова від 1958 року під номером 120 говорить, що:
«(a) Конференція засвідчує істину про те, що моногамія є божественною волею, засвідченою вченням самого Христа, і тому вірною для кожної раси людей»,
але додає:
«(d) Конференція, визнаючи, що проблема полігамії пов'язана з обмеженням можливостей жінок у суспільстві, закликає Церкву докладати всіх зусиль для покращення статусу жінки всіма можливими способами, особливо у сфері освіта».
Дванадцята Ламбетська конференція, що відбулася в 1988 році, у Резолюції 26 — Церква та полігамія заявила: «Ця Конференція підтримує моногамію як Божий план і як ідеальні стосунки любові між чоловіком і дружиною; проте рекомендує, щоб полігаміст, який відгукується на Євангеліє і бажає приєднатися до Англіканської Церкви, міг бути охрещений і конфірмований разом зі своїми віруючими дружинами та дітьми за таких умов:
1. що багатоженець повинен обіцяти більше не одружуватися, поки жива буде будь-яка з його дружин на момент його навернення;
2. що прийняття такого багатоженця має згоду місцевої англіканської громади;
3. що такий багатоженець не повинен бути змушений розлучатися зі своїми дружинами через соціальні позбавлення, які вони зазнають;»

У 2008 році Ламбетська конференція відзначила:
«У випадку полігамії існує універсальний стандарт — це вважається гріхом, тому полігамісти не допускаються до керівних посад, у тому числі священства, а також після прийняття Євангелія навернений не може взяти іншу дружину, ані, в деякі території, чи допускаються вони до Святого Причастя».

### Мормонство
Полігамію (яку мормони в ХІХ столітті називали «множинним шлюбом» або «Принципом», як її називають сучасні практикуючі фундаменталісти) навчали лідери Церкви Ісуса Христа Святих Останніх Днів (церква LDS) і публічно практикувався з 1852 по 1890 рр., однак це було не нормою, а винятком навіть у цей період. 24 вересня 1890 року Вілфорд Вудрафф, президент Церкви Ісуса Христа Святих Останніх Днів на той час, видав Маніфест 1890 року, який радив членам церкви не вступати в будь-які шлюби, заборонені законом країни, і зробив Юта може стати штатом США. Незважаючи на це, навіть після Маніфесту церква тихо продовжувала укладати невелику кількість множинних шлюбів у Сполучених Штатах, Мексиці та Канаді,, тому Другий Маніфест був опублікований під час слухань у Конгресі США, які були відбувся в 1904 році. Хоча жоден Маніфест не розриває існуючі множинні шлюби, множинний шлюб у Церкві СПД поступово вмирає через виснаження на початку 1900-х років. Маніфест був канонізований у стандартних роботах церкви LDS як Офіційна декларація 1 , і основні мормони вважають, що це було викликано божественним одкровенням, у якому Вудраффу було показано, що церква буде кинута в безлад, якщо вони не дотримуватимуться це. Мормонські фундаменталісти заперечують твердження про те, що Вудрафф отримав будь-яке подібне одкровення, і в результаті вони продовжують практикувати множинний шлюб; ці деномінації включають Апостольські Об'єднані Брати та Фундаменталістичну Церкву Ісуса Христа Святих Останніх Днів, серед інших. У 2006 році підлітки з сімей фундаменталістських мормонів вийшли на мітинг за множинний шлюб у Солт-Лейк-Сіті в 2006 році; понад 200 прихильників відвідали захід.

### Інші погляди
Вільям Лак стверджує, що полігінія не заборонена Біблією, і вона була б необхідною, якщо одружений чоловік спокусив (Вих. 22) або зґвалтував (Втор. 22) незаймана, якщо її батько не наклав вето на шлюб. 
Однак у своїй книжці, яка розглядає цю проблему, Вільям Джордж Блюм стверджує, що моногамія завжди була ідеалом Бога.  Він зазначає, що в кожному прикладі Старого Завіту, де полігінні сім’ї описані в будь-яких подробицях, також описані сімейні чвари, які включають множинні дружини. Він стверджує, що концепція того, що двоє стають однією плоттю, робить полігамію порушенням Божого плану щодо шлюбу.
29 серпня 2017 року Рада з біблійної чоловічості та жіночності випустила маніфест про людську сексуальність, відомий як «Нешвільська заява». Заяву підписали 150 євангельських лідерів, і вона містить 14 пунктів переконань.  Серед іншого в ньому сказано: «Ми заперечуємо, що Бог створив шлюб як гомосексуальні, полігамні або поліамурні стосунки».

Проте група євангельських християн стверджує, що приблизно 50 000 членів їхньої групи практикують християнську полігамію на Заході, ґрунтуючись на їхній вірі в те, що Біблія прославляє цю форму шлюбу, що вони виправдовують тим фактом, що багато біблійних пророків мали кількох дружин, включаючи Давида, Авраама, Якова та Соломона. Окремі євангельські християнські пастори одружувалися з більш ніж однією жінкою в християнському світі. Пресвітеріанський місіонер Гарольд Тернер визнав той факт, що практика полігамії була культурною нормою в деяких частинах світу, наприклад в Африці, і виходячи з цього, він застеріг західних християнських місіонерів не нав’язувати християнам іноземну культурну норму моногамії. Африки, тому що це призвело б до гріха розлучення, залишивши дітей без обох батьків, а розведені дружини вийшли б заміж повторно.
Що ми зробили з африканцями в ім'я християнства? З полігамією, яку Христос не забороняє, ми боролися як з найбільшим злом, але розлучення і повторні шлюби, які Він забороняє, ми запровадили. Ми справді зуміли їх європеїзувати. Теорія місії повинна вчити нас проповідувати Євангеліє, а не наші власні національні традиції.
Дійсно, у багатьох культурах існує ймовірність того, що образ християнства може бути зіпсований, коли священнослужитель християнської конфесії, яка виступає проти полігамії, «припускає, що ці дружини можуть виходити заміж за інших, тоді як громада вважає їх все ще одруженими з першим чоловіком»; у цих випадках Церква може розглядатися як «пропагандистка аморальності та руйнівниця дому та родини» і стати каменем спотикання для невіруючих. Преподобний Вінсент Малва з реставраційного центру Christ Pilgrim Restoration Center вважає, що полігамія є біблійною практикою, оскільки вона була стандартом для різних біблійних пророків, а протидія мати більше однієї дружини походить від того, що західні люди нав’язують свої погляди християнам, які належать до інших культур.

### Винятки в Африці
- Джон Коленсо, англіканський єпископ міста Натал, Південна Африка, у 1853 році був першим, хто записав мову зулу. Він відстоював зулуський спосіб життя, включаючи множинний шлюб.[41]
- У Ліберії лютеранська церква почала дозволяти множинний шлюб у 1970-х роках.
- Африканська церква Харріста, заснована в 1913 році , дозволяє тим, хто вже живе в полігамних шлюбах, навернутись і приєднатися до неї без необхідності відмовлятися від своїх кількох шлюбів.
- Мсваті III, християнський король Есватіні, має 15 дружин.

## Зовнішні посилання
- Owusu, Sam (2007). Towards a Theology of Marriage and Polygamy. Direction (англ.). 36 (2): 192—205.
- What Does the Bible Say About Polygamy?, essay by a Christian pastor and radio talk show host highlighted by a debate with a leading polygamist
- Biblical Polygyny from God's Word, a thorough series on Biblical polygamy by Righteous Warriors
- Siron, Josephat R. (1991). Polygamy: an enduring problem (англ.). Ministry: International Journal for Pastors.